# Gabinet Owalny

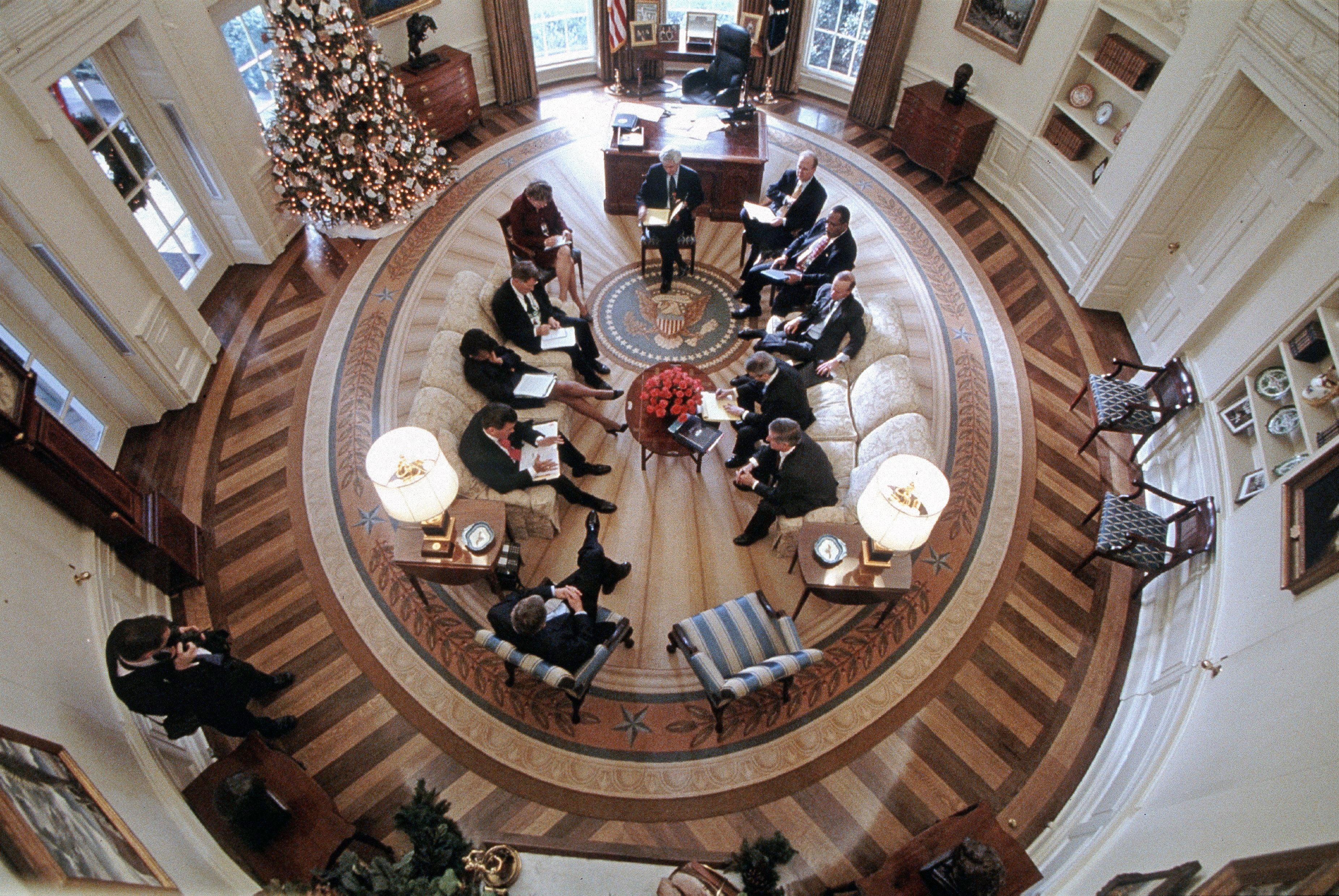
Gabinet owalny z góry w 2001, za czasów George’a W. Busha. Nad projektem pracował Ken Blasingame wraz z prezydentem oraz jego żoną Laurą Bush

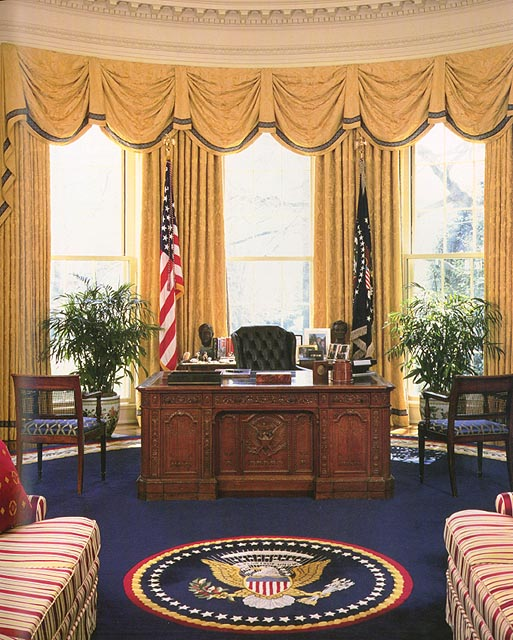
Gabinet owalny w 1999 za czasów Billa Clintona. Został zaprojektowany przez Arkansana Kaki Hockersmitha

Gabinet Owalny (ang. the Oval Office) – oficjalne miejsce pracy prezydenta Stanów Zjednoczonych, gabinet zaprojektowany przez Nathana C. Wyetha i wybudowany w 1909, za czasów prezydentury Williama Tafta. Mieści się w części Zachodniego Skrzydła (the West Wing) Białego Domu w Waszyngtonie. W pokoju znajdują się trzy okna za prezydenckim biurkiem Resolute oraz kominek w północnej części gabinetu.
Gabinet prezydencki ma czworo drzwi: wschodnie otwierają się na Ogród Różany, zachodnie na mniejszy, prywatny gabinet oraz jadalnię, północno-zachodnie otwierają wejście na główny korytarz Zachodniego Skrzydła, a północno-wschodnie otwierają gabinet sekretarki prezydenta.

## Historia
Gabinet Owalny został zapamiętany przez Amerykanów głównie ze względu pamiętnych wydarzeń, np. widok Johna F. Kennedy’ego Jr. spoglądającego na biurko ojca, Richarda Nixona rozmawiającego przez telefon z astronautami Apollo 11 po ich udanej misji czy kiedy Amy Carter przyniosła swego syjamskiego kota Misty Malarky Ying Yang, by rozweselić ojca – prezydenta Jimmy’ego Cartera.
Wydarzenia, które transmitowane były przez telewizję: informacja Johna F. Kennedy’ego o kryzysie kubańskim, wystąpienie Ronalda Reagana po katastrofie promu Challenger czy wystąpienie George’a W. Busha w wieczór po zamachach z 11 września.